# Ochrotrichia argentea
Ochrotrichia argentea är en nattsländeart som beskrevs av Oliver S. Flint Jr. och Blickle 1972. Ochrotrichia argentea ingår i släktet Ochrotrichia och familjen smånattsländor. Inga underarter finns listade i Catalogue of Life.